# Markkina

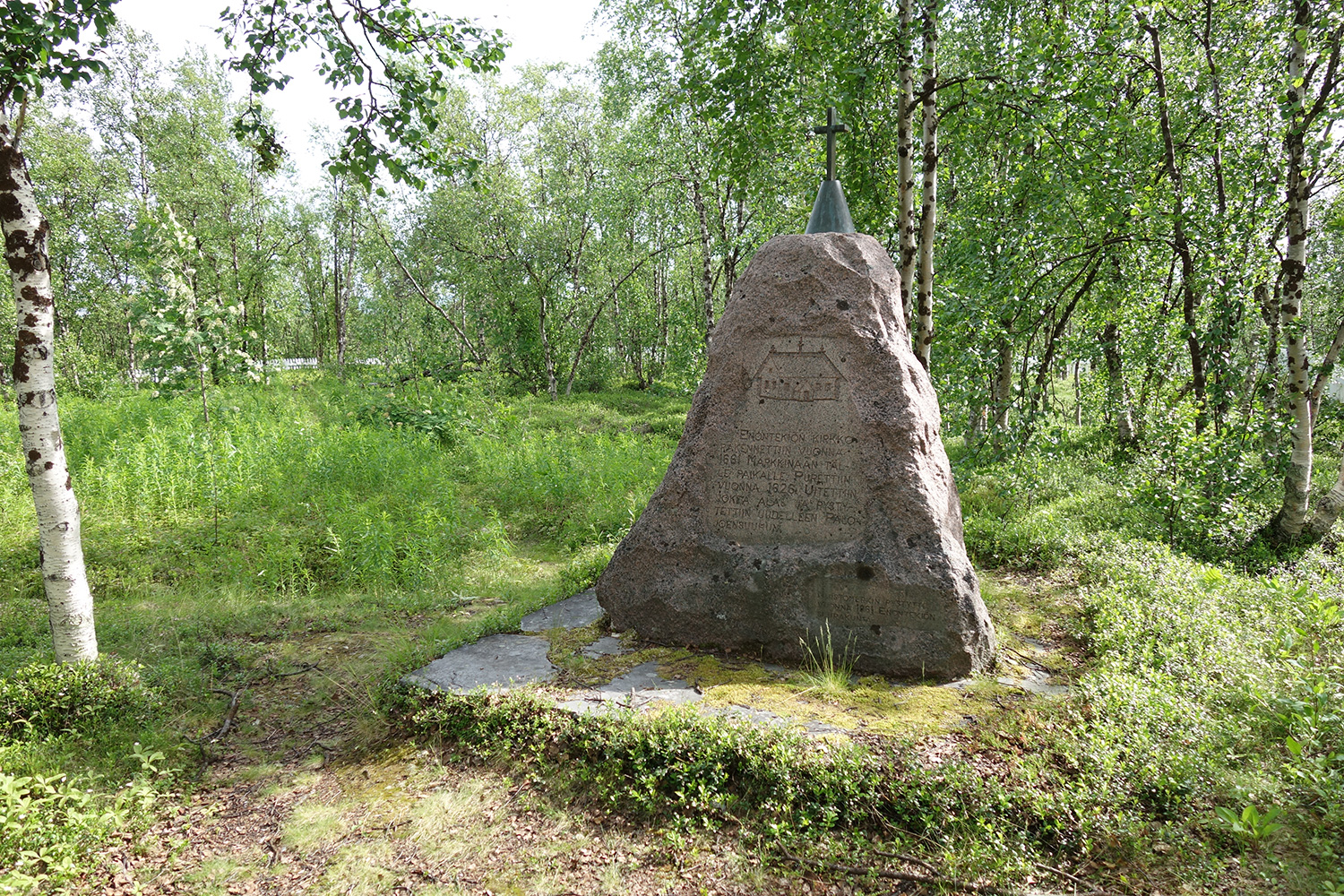
Minnessten på den övergivna kyrkplatsen i Markkina.

Markkina (nordsamiska Markan) är en ort och före detta kyrkplats vid Lätäsenos utlopp i Muonioälven i Enontekis kommun i finska Lappland. På denna plats anlades i början av 1600-talet en kyrka för samerna i Torne lappmark, vilket ledde till bildandet av Enontekis församling, föregångare till Karesuando församling. Det var kung Karl IX som i oktober 1604 kungjorde att en kyrka skulle byggas på Tenruerois backan eller Tenetäkis backen. I april 1606 konstaterade kungens utsände Daniel Hjort att virke fanns framkört till både kyrkan och kronans tullbod och att det endast återstod att sända dit en byggmästare. Kyrkan togs i bruk senast 1611. Därefter hölls kyrk- och marknadshelger på platsen under januari och februari varje år. Kring kyrkan fanns en samisk kyrkstad med ett 70-tal kåtor eller stugor. Den första kyrkan ersattes med en ny 1661 och därefter 1728. Efter freden i Fredrikshamn 1809, då Sverige förlorade Finland, drogs gränsen mellan de båda länderna längs älven och Markkina kom på den finska sidan. Kyrkan och marknadsplatsen flyttades därefter till Palojoensuu. Området är idag klassat som kulturmiljö av riksintresse.

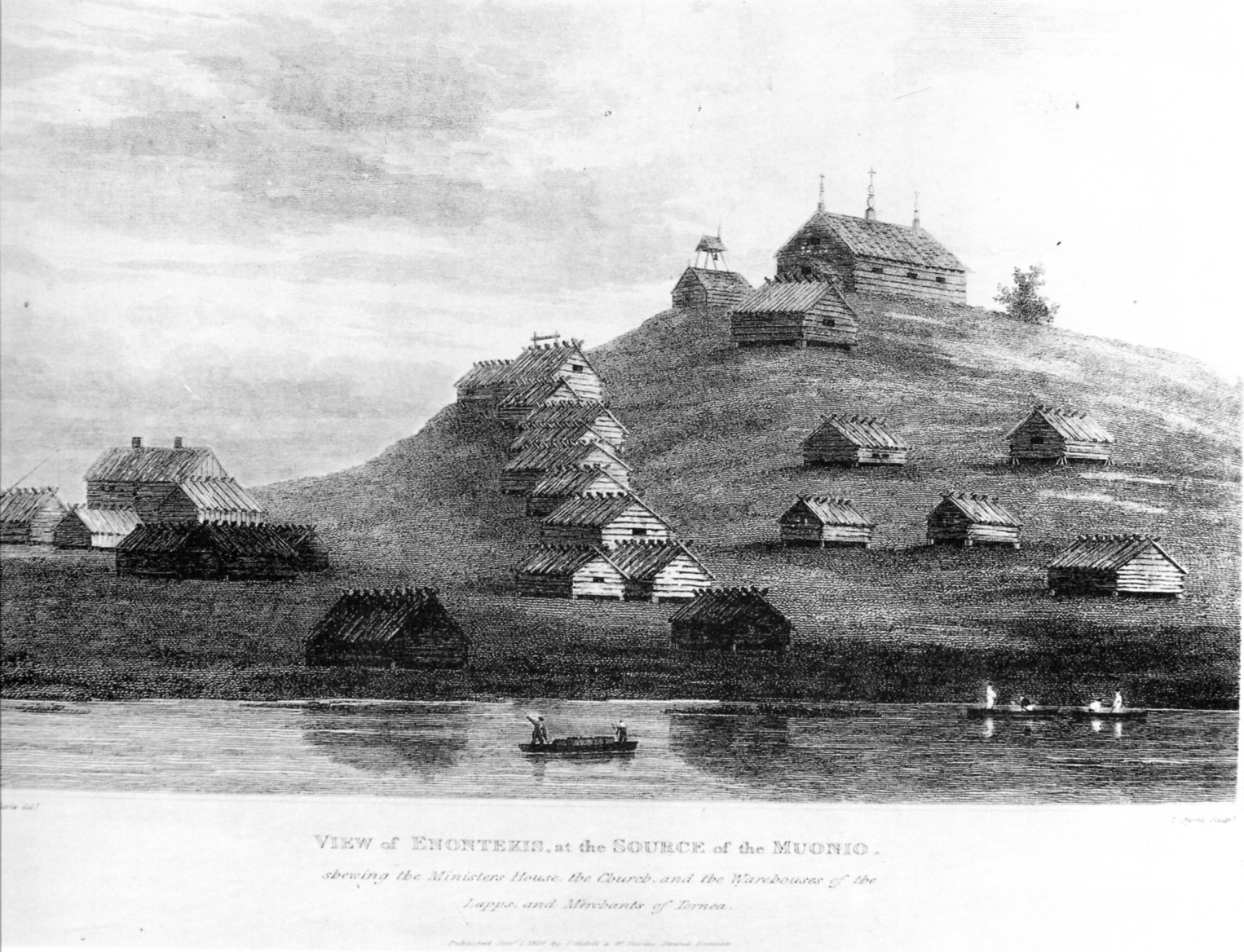
Kyrkplatsen avbildad av Letitia Byrne 1819.

## Offertall

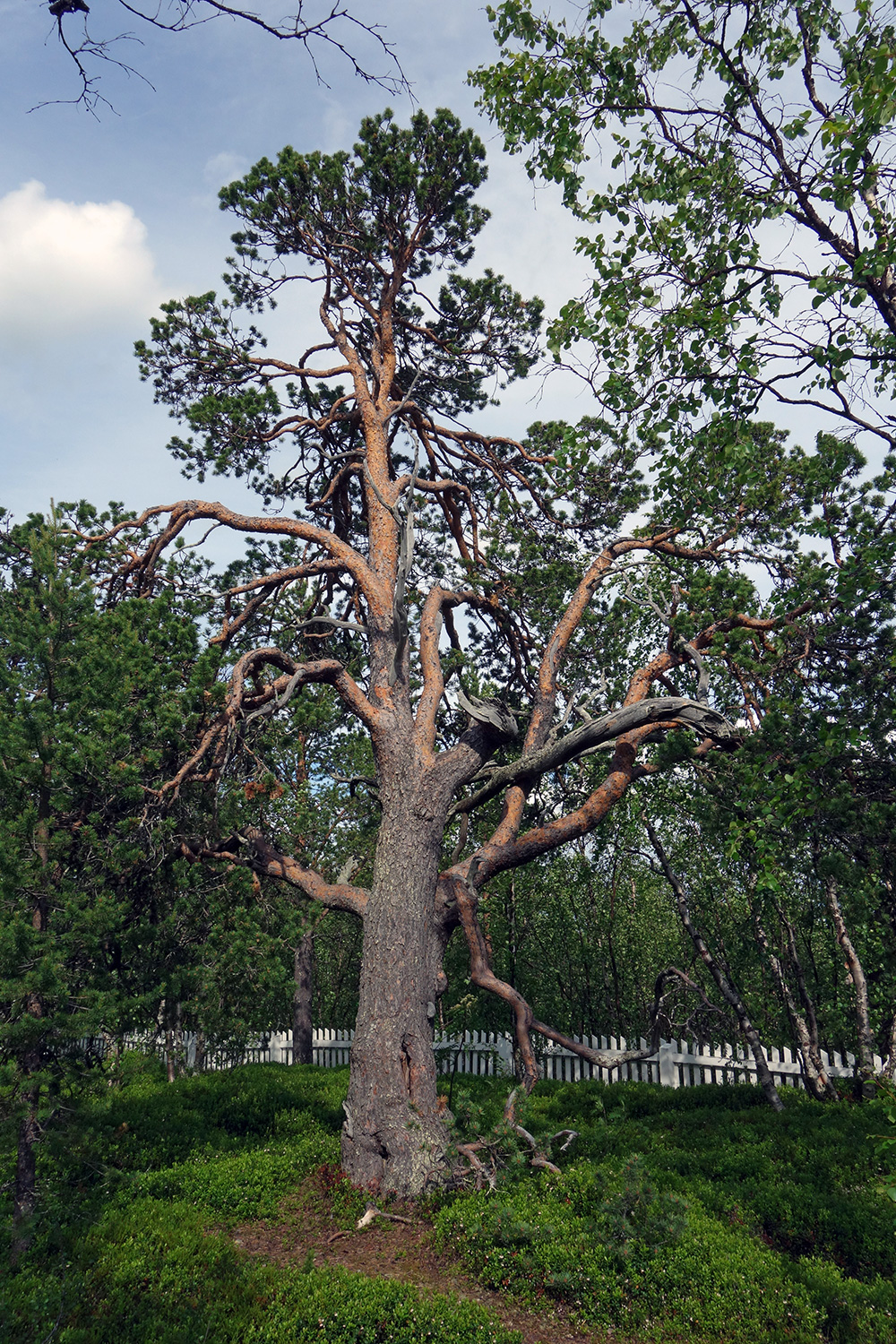
Offertallen på den före detta kyrkogården.

På den gamla kyrkogården finns en gammal tall som är känd för att vara en offertall. Samuli Paulaharju beskrev 1932 att det fanns ett stort hål i tallens rot som sträckte sig vidare in under marken samt ytterligare ett hål högre upp. I dessa hål brukade framför allt samer förr lägga offerpengar när man behövde hjälp.